# 神姫バス加古川営業所
神姫バス加古川営業所（しんきバス かこがわえいぎょうしょ）は、兵庫県加古川市神野町石守に所在する神姫バスの営業所。営業所の略号は「加」。

## 概要
主に加古川市・稲美町・播磨町・高砂市・明石市・神戸市西区を管轄する。

### 所在地
- 加古川営業所（加）
  - 兵庫県加古川市神野町石守1-95
- 加古川営業所 上新田車庫（加）
  - 兵庫県加古郡稲美町加古
- 加古川営業所 加古川南出張所（南）
  - 兵庫県加古川市尾上町池田1844-1
- 加古川営業所 加古川南出張所 正門車庫（南）
  - 兵庫県加古川市別府町新野辺1522
- 加古川南出張所は神鋼特定輸送と加古川市コミュニティバス「かこバス」、高砂市コミュニティバス「じょうとんバス」の運行を担当。

## 所管路線

### 系統番号について
2021年1月現在、以下のように分けられている。
- 0番台： 加古川市東部、稲美町各路線（加古川駅北口・土山駅北口発着）
- 10番台： 加古川市東部、稲美町各路線（加古川駅発着）
- 20番台： 加古川駅 - 安田東
- 30番台： 加古川市南部、播磨町各路線（東加古川駅・土山駅発着）
- 40番台： 加古川駅 - 西団地循環（加古川駅発着）
- 50番台： 加古川市北部、高砂市北部各路線

### 一桁台
土山駅北口、加古川駅北口発着路線から成る。加古川駅北口発着路線はすべて北1番のりば発。

#### 1系統（土山駅～福里～明石駅線）
土山駅と明石市街を結ぶ路線。明石営業所や大久保出張所との共同運行である。
2006年3月18日のダイヤ改正までは福里までの運行で、西神営業所も共同運行していた。
明石駅は11番のりば、西明石駅（土山駅方面）は2番のりば、西明石駅（明石駅方面）は3番のりばから発車する。明石駅の降車場は西口。
- 明石駅 - （→らぽす前） - 明石郵便局前 - 国道西新町 - 硯町 - 和坂川崎重工前 - 和坂3丁目 - 松の内 - （←国道西明石）/（→西明石駅東口（降車専用）） - 西明石駅 - 中谷山 - 森田 - 大久保小学校前 - 国道大久保(大久保市民センター前 - 大久保駅) - 富士通前 - 西脇口 - 金ヶ崎東口 - 金ヶ崎 - 長坂寺 - 長池 - 浜西 - 清水 - 清水北沢 - 清水西口 - 福里 - 福里西 - 国道土山 - 土山駅
  - 魚住駅経由（長池 - （長池南 - 高齢者ふれあいの里魚住 - 魚住駅） - 浜西）は、一部の便のみで、2010年4月1日より運行開始したが、2021年4月より運行休止。
  - 2006年5月に西明石駅前の駅前整備事業が完成し、路線バス専用のロータリーが完成した。これにより大久保・土山方面行きのバスが西明石駅前に乗り入れるようになり、同時に国道西明石（西行き・新幹線高架下）停留所を廃止した（これまでは明石駅方面行きのみ西明石駅前に乗り入れていた）。また同時に西明石駅東口停留所も新設された。但し、西明石駅東口は大久保・土山方面行きのみに停車し、且つ降車のみの扱い（乗車は不可）となっている。
  - 1系統の経路には「明石国道本町」停留所があるが、明石駅発車番線の都合で停車しない（5番のりば発車の70・71・73系統が停車）。
  - 午前中の一部便を除き大久保駅前のバスターミナルには入らず、国道上にある「国道大久保」停留所を通る。
  - 2012年10月改正以降は福里発着は上り（明石駅方面）のみとなり、福里の転回場は隣接している生花店の駐車場に転用された。
  - 明石駅～大久保駅間の区間便が平日昼に2往復運行される。この区間便は2020～2021年にも平日17時25分明石駅発の1本が設定されていた。
  - 2025年4月改正より、平日夜に土山駅→大久保駅、西明石駅→長池の区間便が運行されている。

#### 2系統（土山駅～稲美町役場前～上新田北口線）
主に、土山駅と稲美町西部（天満、加古地区）を結ぶ路線。鉄道路線の通っていない稲美町の中心部から土山駅方面を結ぶ路線として機能しており、本数も多く確保されている。
- 土山駅 - 土山 - 東山 - 六分一山 - 天満橋 -  御旅 - 国安 - 国安北 - 国安団地前 - 天満小学校前 - 六甲バター北 - 稲美町役場前 - 稲美中央公園 - 国岡5丁目 - 国岡裏 - 県住前 - 上新田 - 上新田北口
  - 平日の最終便、土日祝日の1便は国安団地前止。
  - 土山駅 - 東二見間は通学路線として平日1往復のみの運行していたが、2019年3月末で廃止になった。
  - かつては上新田北口から先、厄神前、電鉄小野駅、鹿野(小野市)まで運行していた。いなみ野特別支援学校に通っていた三木・小野の子がのじぎく特別支援学校に振り替えられ、最後の在校生が卒業した2010年3月末で、小野市への乗り入れは廃止された。その後、厄神前・宗佐行きも廃止となった。(この際稲美中央公園非経由便も廃止)

#### 3系統（土山駅～母里線）
土山駅と稲美町東部（母里地区）を結ぶ路線。毎時1本前後の本数が運行されている。
- 土山駅 - 土山 - 東山 - 六分一山 - 泥ヶ谷 - 相の山 - 日立建機前 - 百丁場 - 百丁場口 - 川北口 - 新川北口 - 十七丁 - 土橋 - 中条 - 上条 - 母里農協前 - 野谷 - 母里
  - かつては母里から先、三木営業所まで乗り入れていたが、2009年に廃止された[1]。

#### 6系統（加古川駅北口～日岡山公園～加古川営業所線）
加古川駅北口から日岡山公園を経由し神野町石守にある加古川営業所へ至る路線。加古川駅行きが6時～17時台に、加古川営業所行きが7時～21時台に運行されている。
- 加古川駅北口 - 篠原町 - 河原 - 中津 - 大野 - 日岡駅口 - 日岡山公園 - 刑務所前 - 刑務所東 - 石守団地西 - 石守団地中央 - 石守団地口 - 福沢 - 福留 - 加古川営業所
  - 石守団地口～福沢間の加古川営業所方向には「石守団地」停留所があるが、当路線は停車しない。

#### 7系統（加古川駅北口～日岡～県立加古川医療センター線）
加古川駅北口から、県立加古川病院の老朽化に伴う建て替え・移転に伴い建設された県立加古川医療センターを結ぶ路線として2009年開設された。2018年までは神野駅方面まで運行されていた。
- 加古川駅北口 - 篠原町 - 河原 - 中津 - 大野 - 日岡 - 近畿安全衛生技術センター前 - 神野西 - 県立加古川医療センター
  - 毎時1-4本程度。加古川駅発の最終は17時台である。
  - 平日朝には加古川駅北口発の直通便が設定されている。(走行ルートは各停便と同じ)

#### 8系統（加古川駅北口～日岡山公園～県立加古川医療センター線）
加古川駅北口から県立加古川医療センターを結ぶ路線である。2020年11月に7系統の一部を経路変更し運行開始。8系統を名乗るのは2代目で、2019年に廃止された加古川駅北口～中河原～神野駅線以来の設定となる。
- 加古川駅北口 - 篠原町 - 河原 - 中津 - 大野 - 日岡駅口 - 日岡山公園 - 刑務所前 - 刑務所東 - 石守団地西 - 石守団地中央 - 石守団地口 - 石守 - 県立加古川医療センター
  - 石守団地口～石守間の県立医療センター方向には「石守団地」停留所があるが、当路線は停車しない。

### 10番台
12系統以外は加古川駅南口発着で、加古川市東部や稲美町方面を結ぶ路線。加古川駅は1番のりばから発車する。

#### 11系統（加古川駅～坂元～新在家～はくほう会加古川病院線）
加古川駅から神野町方面を結ぶ路線。1～2時間に1本程度運行される。平日の一部便は東加古川駅・県立加古川医療センターを経由する。
- 加古川駅 - (→ 加古川総合庁舎前) / (←加古川商工会議所前) - 平野 - 坂元西口 - 坂元 - 野口 - イオン加古川前 - (新在家(国道)- 東加古川 - 東加古川駅 - 東加古川) - 新在家 - 東加古川病院前 - 県農前 - 北野新田 - 福沢 - 石守団地 - 石守 - (県立加古川医療センター) - 東神野 - 北神野 - 西条 - 北公民館前 - 山手2丁目 - はくほう会加古川病院
  - 石守団地発東加古川駅行き、石守団地発加古川駅行きが朝に設定されている。(石守団地発加古川駅行きは平日のみの運行)

#### 12系統（大久保駅～上岩岡～西神中央駅前線）
加古川営業所では2018年4月より担当。大久保駅から岩岡出張所・秋田経由、上岩岡・西神中央駅前発着など多数の経路・行先が設定されている。

#### 12系統（加古川駅～坂元～新在家～東加古川駅～別府駅線）
加古川駅から別府を結ぶ路線。1～2時間に1本程度運行される。平日の加古川駅～東加古川駅間は別府行き3便、加古川駅行き5便のみ。
- 加古川駅 - (→ 加古川総合庁舎前) / (←加古川商工会議所前) - 平野 - 坂元西口 - 坂元 - 野口 - イオン加古川前 - 新在家(国道)- 東加古川 - 東加古川駅 - 東加古川 - 二俣口 - 南芳苑・かこてらす前 - 一色北 - 壱丁田 - 別府駅北 - 別府駅南 - 別府  
  - 東加古川駅～別府間の区間便がある。

#### 15系統（加古川駅～水足～上新田北口線）
加古川駅と稲美町の加古地区を結ぶ路線。1～2時間に1本の運行。
- 加古川駅 - (→ 加古川総合庁舎前) / (←加古川商工会議所前) - 平野 - 坂元西口 - 坂元北 - 卸団地 - 水足 - 水足東口 - 野口保育園前 - 福沢 - 福留 - 中一色 - 見谷山 - 見谷東口 - 七軒屋 - 加古学校前 - 上新田 - 上新田北口
  - かつては福留で分岐して加古川営業所へ向かう便もあった。

### 20番台
21系統のみが該当する。加古川駅は2番のりばから発車する。

#### 21系統（加古川駅～安田東ファミールハイツ線）
加古川駅と、加古川市役所や安田東ファミールハイツを結ぶ路線。かつて、加古川営業所の車庫が北在家(現マックスバリュ北在家店)にあった時の車庫回送を兼ねていた系統が前身。かこバスの増発により本数が削減されて平日も土日も1ケタ台である。2021年ダイヤ改正より、土休日は朝と深夜のみの運行となった。
- 加古川駅 - 加古川商工会議所前 - 平野西 - 加古川市役所前 - 北在家東口 - 安田東ファミールハイツ

### 30番台
東加古川駅、土山駅南口を中心に、加古川市南部や播磨町を結ぶ路線。

#### 31系統（東加古川駅～別府駅～播磨町駅～土山駅南口線）
東加古川駅から加古川市南部・播磨町を経由し、土山駅へ向かう路線。平日2.5往復、休日2往復の運行。
- 東加古川駅 - 東加古川 - 二俣口 - 南芳苑・かこてらす前 - 一色北 - 壱丁田 - 別府駅北 - 別府駅東 - 自動車教習所前 - 本荘団地前 - 北本荘 - 宮北公民館前 - 播磨町駅南 - 播磨町駅 - 播磨町役場前 - 南野添1丁目 - 東野添3丁目 - 東野添2丁目 - 土山駅南口
  - 別府駅ではロータリーに入らず、新幹線高架より北側の県道上に停車する。(34系統も同様)

#### 32系統（土山駅南口～播磨町役場前～新島中央公園線）
播磨町南部の新島への通勤アクセス路線。主に、朝と夕方中心の運行。
- 土山駅南口 - 東野添2丁目 - 東野添3丁目 - 南野添1丁目 - 播磨町役場前 - (播磨町駅 - 播磨町役場前) - 本荘東 - 川重前 - 新島中央公園北 - 「 神鋼環境ソリューション前 → 星光前 → 東亜外業前 → 新島中央公園南 → 新島中央公園前」
  - 一部は播磨町駅経由・発着。

#### 34系統（県立加古川医療センター～東加古川駅～別府駅～播磨町駅～土山駅南口線）
2017年10月に開設。11系統の県立加古川医療センター～東加古川駅と31系統を繋げたような路線。土山、播磨町、別府各駅周辺から県立加古川医療センターへ1本でアクセスできるようになった。平日のみ3.5往復の運行。
- 県立加古川医療センター - 石守 - 石守団地 - 福沢 - 北野新田 - 県農前 - 東加古川病院前 - 新在家 - 東加古川 - 東加古川駅 - 東加古川 - 二俣口 - 南芳苑・かこてらす前 - 一色北 - 壱丁田 - 別府駅北 - 別府駅東 - 自動車教習所前 - 本荘団地前 - 北本荘 - 宮北公民館前 - 播磨町駅南 - 播磨町駅 - 播磨町役場前 - 南野添1丁目 - 東野添3丁目 - 東野添2丁目 - 土山駅南口

### 40番台

#### 41系統（加古川駅～西団地循環線）
加古川駅西方を運行する循環系統。毎時1～2本程度の運行。加古川駅は4番のりばから発車する。
- 加古川駅 → 加古川南口 → 粟津 → 加古川簡易裁判所南 → 木村南 → 稲屋 → 加古川南高校前 → 加古川西団地サンロイヤル → 加古川消防署前 →加古川橋東詰 → 加古川公民館前 → 加古川南口 →加古川駅
  - 木村南始発便が朝に平日5本、土休日1本設定されている。

### 50番台
加古川市北部を中心とする路線。加古川駅は5番のりばから発車する。

#### 51系統（加古川駅～小畑口～都台線）
加古川市上荘町・平荘町（両荘地区）へのアクセス路線。
午前の加古川駅行と夕方以降の都台行はおおむね毎時1本確保されている。
- 加古川駅 - 加古川南口 -（→ 粟津 → 加古川簡易裁判所南 → 木村 → 加古川消防署前) / (← 加古川公民館前 )- 加古川橋東詰 - 船頭 - 出河原 - 升田 - 池尻ダム口 - 池尻 - 本村 - 上部 - 里 - 里北口 - 西養老 - 小畑口 - 第二加古の郷前 - 山角 - 谷口 - 両荘中学校前 - 小野 - 薬栗 - 薬栗東 - 都染 - 都台口 - (都台2丁目 → 公園前 → 都台3丁目) - 都台
  - 都台周辺ではラケット状の運行経路であるが、循環線ではなく、都台をまたいだ乗車はできない。

#### 53系統（加古川駅～神吉～東神吉小学校・ウェルネスパーク線）
- 加古川駅 - 加古川南口 -（→ 粟津 → 加古川簡易裁判所南 → 木村 → 加古川消防署前) / (← 加古川公民館前 )- 加古川橋東詰 - 船頭 - 穴門 - 砂部 - 神吉新田 - 神吉中学校前 - 休ヶ坪公園 - 神吉 - 神吉西 - 天下原 - 平荘湖口 - ウェルネスパーク
- 加古川駅 - 加古川南口 -（→ 粟津 → 加古川簡易裁判所南 → 木村 → 加古川消防署前) / (← 加古川公民館前 )- 加古川橋東詰 - 船頭 - 穴門 - 砂部 - 神吉新田 - 神吉中学校前 - 休ヶ坪公園 - 神吉 - 神吉西 - 天下原 - 東神吉小学校東
  - 東神吉町から加古川ウェルネスパークまでの路線。ウェルネスパーク発着が3往復、東神吉小学校発着が平日1.5往復の運行。2012年に加古川駅～ウェルネスパーク～宝殿駅線を休止する際に東神吉小学校線と統合され誕生した路線。
  - 当初5往復だったウェルネスパーク線と6往復だった東神吉小学校線とを統合し、加古川駅～東神吉小学校前経由～ウェルネスパーク間を5往復になったが、その後3～4往復程に減便されている。2018年のダイヤ改正で系統番号はそのままで行き先が再び分離した[2]。東神吉小学校発着便はやがて朝晩1便ずつとなり、2021年ダイヤ改正以降はバス停が新設の「東神吉小学校東」に移転し、平日朝夜の1.5往復のみとなった[3]。
  - ウェルネスパーク休園日も通常運行。

#### 54系統（加古川駅～宝殿駅北口線）
- 加古川駅 - 加古川南口 -（→ 粟津 → 加古川簡易裁判所南 → 木村 → 加古川消防署前) / (← 加古川公民館前 )- 加古川橋東詰 - 船頭 - 東平津 - 平津 - 加古川西ランプ前 - 加古川西公民館前 - 神爪1丁目 - 宝殿駅北口
  - 加古川駅から、国道2号線沿いに西方へ向かう系統。一日2往復の運行。
  - かつては宝殿駅南口、北山・長池地区を経て鹿島神社へ行く系統だったが、2021年のダイヤ改正で経路が短縮され、当該区間は廃止された[3]。廃止区間のうち北山・長池地区～鹿島神社は高砂市コミュニティバスが2001年から2013年まで運行していた経路の継承。

### 特定輸送
加古川営業所・加古川南出張所共同で加古川駅北口・東加古川駅・二俣・石守団地口～神戸製鋼所加古川製鉄所への通勤特定輸送と製鉄所内の構内輸送、加古川南出張所が神戸製鋼所高砂製作所の構内輸送を担当している。これらのバスには「神鋼専用」の札が張り付けられており、一般人の乗車はできない。

### かつて運行していた路線
加古川駅 - 鶴林寺 - 高砂南

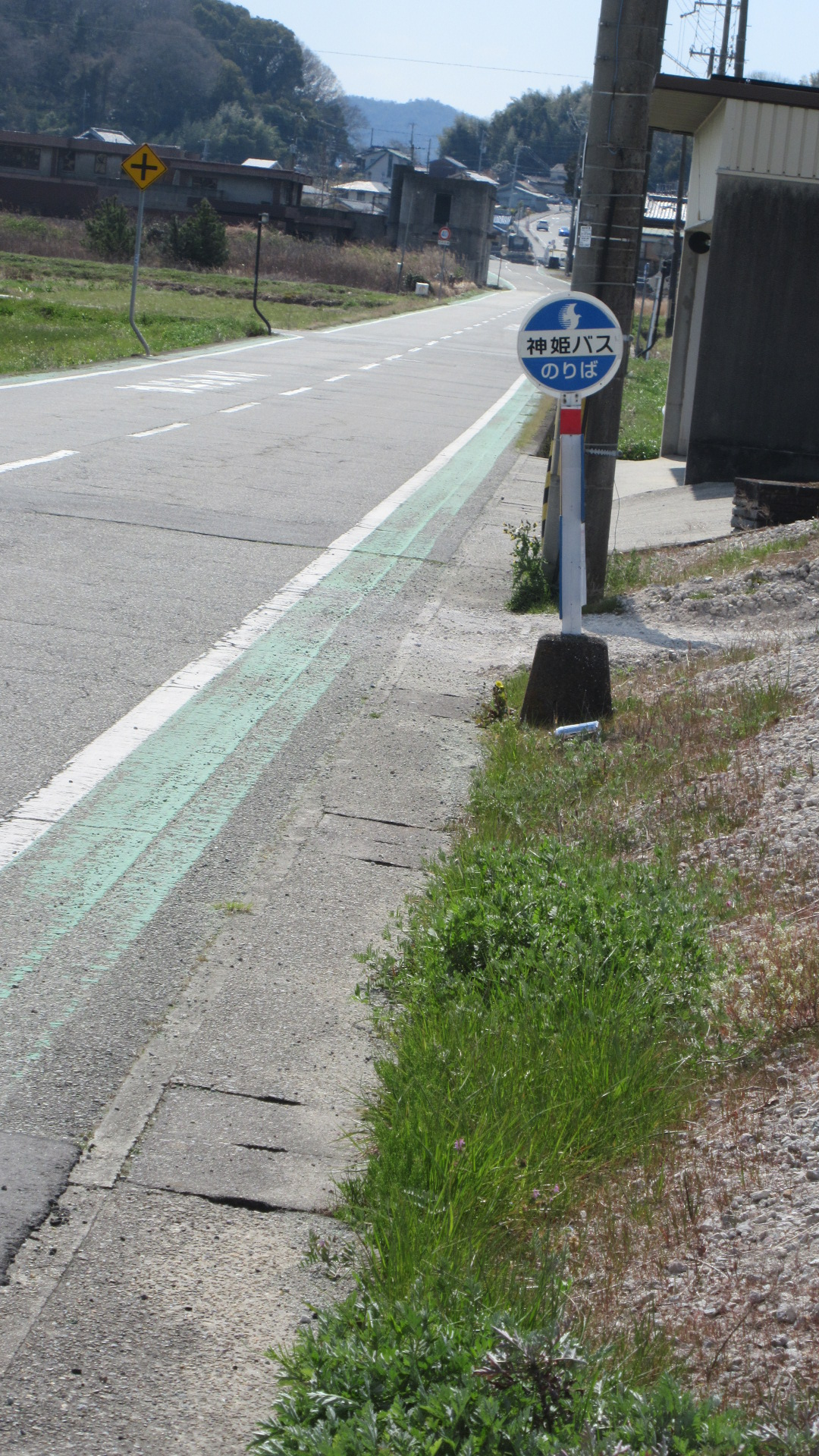
かつて存在した56系統の細工所西口停留所

- 国鉄高砂線の代替路線として運行していたが、同じく加古川市と高砂市を結ぶ43系統と比べて遠回り、かつ本数も少なかったため廃止となった。

快速　加古川駅～三菱高砂前
- 2015年4月1日～2016年3月31日

4系統 明石駅 - 加古川駅
- 2017年9月30日廃止。1系統と13系統へ分割された。

5系統 母里 - 稲美町役場 - 県営平岡団地 - 県立加古川医療センター
- 2014年10月1日～2017年3月31日。平日の4往復のみ。

8系統 加古川駅北口 - 神野駅
- 2019年3月31日廃止。

13系統 加古川駅～坂元～土山駅南口線
- 2012年11月に運行開始。加古川駅から、国道2号を東に向かう路線。2時間に1本程度の運行だった。
  - 加古川駅 - (→ 加古川総合庁舎前) / (←加古川商工会議所前) - 平野 - 坂元西口 - 坂元 - 野口 - イオン加古川前 - 新在家(国道) -（東加古川 - 東加古川駅）- 東加古川(国道)- 西谷 - 平岡小学校前 - 高畑 - 城の宮 - 野添城3丁目 - 野添北公園前 - 蓮池小学校前 - 西野添1丁目 - 北野添2丁目 - 土山駅南口
    - 2017年に一部の便が東加古川駅を経由するようになった。13表示(反転。黒数字で周りがオレンジ)。

16系統 加古川駅 - 水足 - 県立加古川医療センター - 稲美町役場線
- 2017年10月1日運行開始[4]。2023年10月1日路線休止[6]。

33系統 東加古川駅 - 別府 - 本荘 - 播磨町駅 - 土山駅南口
- 2020年10月31日廃止。

42系統 長田 - サンロイヤル - 加古川駅
- 2020年10月31日廃止。

43系統 加古川駅 - 大崎 - 山陽高砂駅
- 2020年10月31日廃止。

44系統 加古川駅 - 大崎 - 播磨町駅
- 2020年10月31日廃止。

52系統 加古川駅 - 小畑口 - 広尾東
- 2020年3月31日廃止。一時期は駒の蹄まで運行されていた。

56系統 宝殿駅北口 - 志方北口 - 細工所北口
- 2020年3月31日廃止。土休日には加古川運動公園経由も運行されていた。

加古川駅　-　御着駅　-　姫路駅前
- 廃止時期不明。

## 車両

### 加古川営業所
特高車、大型車、中型車が配置されている。日野車、三菱ふそう車、いすゞ車が配置されており、神戸製鋼加古川製鉄所への特定輸送で使用される大型車では3社すべての車両が、特高車では三菱ふそう車が使用される。一般路線用の車両は中型車の比率が高い。大型車は1・2・3・12・32系統を中心に運用され、加古川駅発着の運用は少ない。神戸製鋼加古川製鉄所への特定輸送で使用される車両は、大型車と特高車である。

### 加古川南出張所
特高車、大型車、小型車が配置されている。神鋼特定輸送向けの特高車には三菱ふそう車、大型車には日野車、三菱ふそう車、いすゞ車、日産ディーゼル車が配置されている。コミュニティバスに使用される小型車は、すべて日野・ポンチョである。